# Volksfront
Volksfront is een samenwerkingsverband van linkse politieke partijen en organisaties. Meestal bestaat een Volksfront uit communisten en socialisten en vaak ook links-liberalen.
Volksfronten hebben vooral bestaan in de jaren 30. Met het oog op het opdringende fascisme, dat in Duitsland en Italië mede aan de macht had kunnen komen door politieke verdeeldheid aan de linkerzijde, besloot de Comintern afstand te nemen van haar oude standpunt dat communistische partijen niet met andere partijen mochten samenwerken. In onder andere Frankrijk en Spanje kon hierdoor een samenwerking van de communistische partij met andere, gematigder partijen aan de macht komen, en ook in landen waar de communisten niet meeregeerden waren zij vaak milder in hun oppositie tegen de parlementaire democratie. De volksfrontstrategie werd door de Trotskisten verworpen.
Na de Tweede Wereldoorlog kenden veel regeringen in het Oostblok op papier een vergelijkbaar systeem. In de Duitse Democratische Republiek (DDR) bijvoorbeeld bestonden de blokpartijen die een vast zetelaantal in het parlement kregen en in ruil daarvoor de leidende rol van de communistische partij erkenden. In werkelijkheid waren dit eerder methodes om een schijn van legitimiteit op te houden dan daadwerkelijke volksfrontregeringen. Ook de Volksrepubliek China kent een dergelijk systeem.
Op 10 juni 2024 kondigden de leiders van vier politieke partijen in Frankrijk, Marine Tondelier (groenen), Olivier Faure (socialisten), Fabien Roussel (communisten), en Manuel Bompard (La France Insoumise, LFI) aan om een volksfrontcoalitie te vormen, nadat de dag daarvoor de Franse president Macron nieuwe verkiezingen had aangekondigd,) wat een reactie was op de winst van Rassemblement National bij de Europese Parlementsverkiezingen. Deze samenwerking werd het Nouveau Front populaire.
| Land                                          | Volksfront | Periode                                         | Aan de macht                                    |
| --------------------------------------------- | --- | ----------------------------------------------- | ----------------------------------------------- |
| Democratische Republiek Afghanistan           | Nationaal Vaderlands Front | 1980 - 1992                                     | 1980 - 1992                                     |
| Socialistische Volksrepubliek Albanië         | Democratisch Front | 1945 - 1991                                     | 1945 - 1991                                     |
| Volksrepubliek Bulgarije                      | Vaderlands Front | 1942 - 1990                                     | 1944 (1946) - 1990                              |
| Burkina Faso                                  | Volksfront | 1987 - heden                                    | 1987 - 2014                                     |
| Volksrepubliek China                          | Democratische partijen van Volksrepubliek China | 1949 - heden                                    | 1949 - heden                                    |
| Volksrepubliek Congo Republiek Congo          | Défense Civile Verenigde Democratische Krachten | c. 1980 - c. 1990 2002 - heden                  | c. 1980 - c. 1990 2002 - heden                  |
| Cuba                                          | Comités voor de Verdediging van de Revolutie | 1960 - heden                                    | 1960 - heden                                    |
| Duitse Democratische Republiek                | Nationaal Front | 1950 - 1990                                     | 1950 - 1989                                     |
| Revolutionaire Volksregering van Grenada      | Volksalliantie | 1979 - 1983                                     | 1979 - 1983                                     |
| Volksrepubliek Hongarije                      | Hongaars Onafhankelijkheidsfront Patriottisch Volksfront | 1944 - 1954 1954 - 1990                         | 1944 (1949) - 1954 1954 - 1989                  |
| Irak                                          | Nationaal Progressief Front | 1973 - 2003                                     | 1973 - 2003                                     |
| Volksrepubliek Kampuchea Cambodja             | Verenigd Front voor Nationale Redding van Kampuchea Verenigd Front voor Nationale Opbouw en Verdediging Front voor Solidariteit en Ontwikkeling van het Cambodjaanse Moederland | 1978 - 1981 1981 - 2006 2006 - heden            | 1978 - 1981 1981 - 2006 2006 - heden            |
| Socialistische Federale Republiek Joegoslavië | Volksfront voor Joegoslavië Socialistische Alliantie van het Werkende Volk van Joegoslavië                                                                                      | 1945 - 1953 1953 - 1990                         | 1945 - 1953 1953 - 1990                         |
| Democratische Volksrepubliek Korea            | Democratisch Front voor de Hereniging van het Vaderland | 1946 - heden                                    | 1946 - heden                                    |
| Democratische Volksrepubliek Laos             | Laotiaans Front voor Nationale Opbouw | 1979 - heden                                    | 1979 - heden                                    |
| Democratische Republiek Madagaskar            | Nationaal Front voor de Verdediging van de Socialistische Revolutie van Madagaskar                                                                                              | 1975 - 1990                                     | 1975 - 1990                                     |
| Palestijnse Autoriteit                        | Palestijnse Bevrijdingsorganisatie | 1994 - heden                                    | 1994 - heden                                    |
| Volksrepubliek Polen                          | Nationaal Front Front voor de Eenheid van de Natie Patriottische Beweging voor de Nationale Wedergeboorte                                                                       | 1952 - 1956 1956 - 1983 1983 - 1989             | 1952 - 1956 1956 - 1983 1983 - 1989             |
| Socialistische Republiek Roemenië             | Nationaal-Democratisch Front Volksdemocratisch Front Front voor Socialistische Eenheid Front voor Socialistische Eenheid en Democratie                                          | 1944 - 1948 1948 - 1968 1968 - 1980 1980 - 1989 | 1945 - 1948 1948 - 1968 1968 - 1980 1980 - 1989 |
| Rusland                                       | Al-Russisch Volksfront | 2011 - heden                                    | 2011 - heden                                    |
| Syrië                                         | Nationaal Progressief Front | 1972 - heden                                    | 1972 - heden                                    |
| Venezuela                                     | Gran Polo Patriótico Simón Bolívar | 2011 - heden                                    | 2011 - heden                                    |
| Socialistische Republiek Vietnam              | Vietnamees Vaderlandsfront | 1977 - heden                                    | 1977 - heden                                    |
| Wit-Rusland                                   | Republikeinse Coördinatieraad | 2001 - heden                                    | 2001 - heden                                    |

## Regeringen
Verschillende landen zijn geregeerd geweest door een volksfrontregering:
- Volksfront (Spanje) van 1936 tot 1939 onder Manuel Azaña
- Volksfront (Frankrijk) in 1938 onder Léon Blum
- Volksfront (Chili 1937) van 1937 tot 1941 onder Pedro Aguirre Cerda